# Lesley Landweer
Lesley Landweer (18 september 1985) is een Nederlandse voetbalster die van 2007 tot 2010 uitkwam voor FC Utrecht. Daarna ging ze terug naar de amateurs van S.V. Fortuna Wormerveer. Door aanhoudend blessureleed mocht ze na één seizoen opnieuw van club wisselen. Ditmaal ging ze naar RCL. In 2013 verhuisde ze naar SC Buitenveldert.

## Carrièrestatistieken
| Seizoen         | Club            | Land            | Competitie      | Competitie | Competitie | Beker | Beker | Internationaal | Internationaal | Overig | Overig | Totaal | Totaal |
| Seizoen         | Club            | Land            | Competitie      | Wed.       | Dlp.       | Wed.  | Dlp.  | Wed.           | Dlp.           | Wed.   | Dlp.   | Wed.   | Dlp.   |
| --------------- | --------------- | --------------- | --------------- | ---------- | ---------- | ----- | ----- | -------------- | -------------- | ------ | ------ | ------ | ------ |
| 2008/09         | FC Utrecht      | Nederland       | Eredivisie      | 16         | 0          | 0     | 0     | 0              | 0              | 0      | 0      | 1      | 0      |
| 2009/10         | FC Utrecht      | Nederland       | Eredivisie      | 8          | 0          | 0     | 0     | 0              | 0              | 0      | 0      | 1      | 0      |
| Carrière totaal | Carrière totaal | Carrière totaal | Carrière totaal | 24         | 0          | 0     | 0     | 0              | 0              | 0      | 0      | 1      | 0      |

## Erelijst

### MetFC Utrecht
| Nationaal          |    |         |
| Winnaar KNVB beker | 1x | 2009/10 |